# Viry-Châtillon Essonne Hockey
Die Jets de Viry-Châtillon (offizieller Name: Viry-Châtillon Essonne Hockey) waren eine französische Eishockeymannschaft aus Viry-Châtillon, die in ihrer aktiven Zeit von 1971 bis 2011 unter anderem in der höchsten französischen Eishockeyspielklasse spielte.

## Geschichte
Der Gründer der Eishockeyabteilung von US Métro, Claude Pourtanel, erwarb 1971 die Eishalle Patinoire privée de Viry-Châtillon, woraufhin die Eishockeyabteilung des US Métro sich selbständig machte und den OHC Paris-Viry gründete. Die Mannschaft nahm in der Saison 1971/72 erstmals an der höchsten französischen Eishockeyspielklasse teil, in der sie in ihrer Premierenspielzeit auf Anhieb den dritten Platz belegte. In den folgenden drei Jahrzehnten spielte die erste Mannschaft des Vereins regelmäßig in Frankreichs Eliteliga. Im Anschluss an die Saison 2010/11 ging der in der Zwischenzeit nur noch unterklassig spielende Club in Konkurs, woraufhin der Nachfolgeverein Viry Hockey 91 gegründet wurde, der in der viertklassigen Division 3 den Spielbetrieb aufnahm.

## Bekannte ehemalige Spieler
- Yohann Auvitu
- Stéphane Da Costa
- Harond Litim